# 新釈諸国噺
『新釈諸国噺』（しんしゃくしょこくばなし）は、太宰治の作品集。12編の短編から成る。1945年（昭和20年）1月27日、生活社より刊行された。定価は2円60銭だった。
井原西鶴の著作に取材し、太宰独特の趣向を凝らしている。太宰は冒頭の「凡例」で次のように述べている。
「わたくしのさいかく、とでも振仮名を附けたい気持で、新釈諸国噺といふ題にしたのであるが、これは西鶴の現代訳といふやうなものでは決してない。（中略） 西鶴は、世界で一ばん偉い作家である。メリメ、モオパツサンの諸秀才も遠く及ばぬ。私のこのやうな仕事に依つて、西鶴のその偉さが、さらに深く皆に信用されるやうになつたら、私のまずしい仕事も無意義ではないと思はれる」

## 収録作品
|    | タイトル | 初出                     |
| -- | -------- | ------------------------ |
| 1  | 貧の意地 | 『文藝世紀』1944年9月号  |
| 2  | 大力     | 書き下ろし               |
| 3  | 猿塚     | 書き下ろし               |
| 4  | 人魚の海 | 『新潮』1944年10月号     |
| 5  | 破産     | 書き下ろし               |
| 6  | 裸川     | 『新潮』1944年1月号      |
| 7  | 義理     | 『文藝』1944年5月号      |
| 8  | 女賊     | 『月刊東北』1944年11月号 |
| 9  | 赤い太鼓 | 書き下ろし               |
| 10 | 粋人     | 書き下ろし               |
| 11 | 遊興戒   | 書き下ろし               |
| 12 | 吉野山   | 書き下ろし               |

6.「裸川」の雑誌掲載時のタイトルは「新釈諸国噺」だった。はしがきの部分はのちに本書の「凡例」として用いられた。

7.「義理」の雑誌掲載時のタイトルは「武家義理物語（新釈諸国噺）」だった。

8.「女賊」の雑誌掲載時のタイトルは「髭候の大尽」だった。

11. 妻の津島美知子は、「遊興戒」は「奇縁」という作品を改題、書き改めたものではないかと憶測している。「奇縁」の掲載誌は現在も不明である。